# Torre Espacio
Torre Espacio (Spanish for Space Tower) là một tòa nhà chọc trời ở Madrid, Tây Ban Nha. Tòa nhà này cao 230 metres (755 feet) và có 57 tầng.
Việc xây dựng tòa nhà vào đêm 4 tháng 09 năm 2006 xảy ra sự cố với một ngọn lửa bùng lên ở tầng 43. May mắn sau đó không có thiệt hại đáng kể nào với công trình tòa nhà. Sự cố chỉ ảnh hưởng một số vật liệu xây dựng.
Vào tháng 11 năm 2006, tòa nhà có chiều cao vượt qua Gran Hotel Bali, và vì vậy trở thành tòa nhà cao nhất Tây Ban Nha vào thời điểm đó.

## Hình ảnh

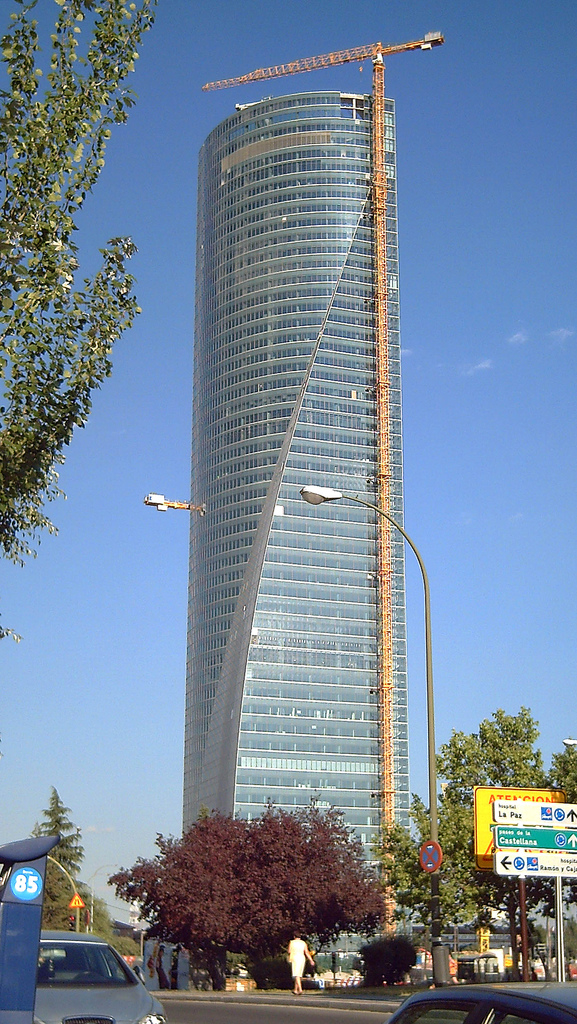
Torre Espacio lúc hoàn thành
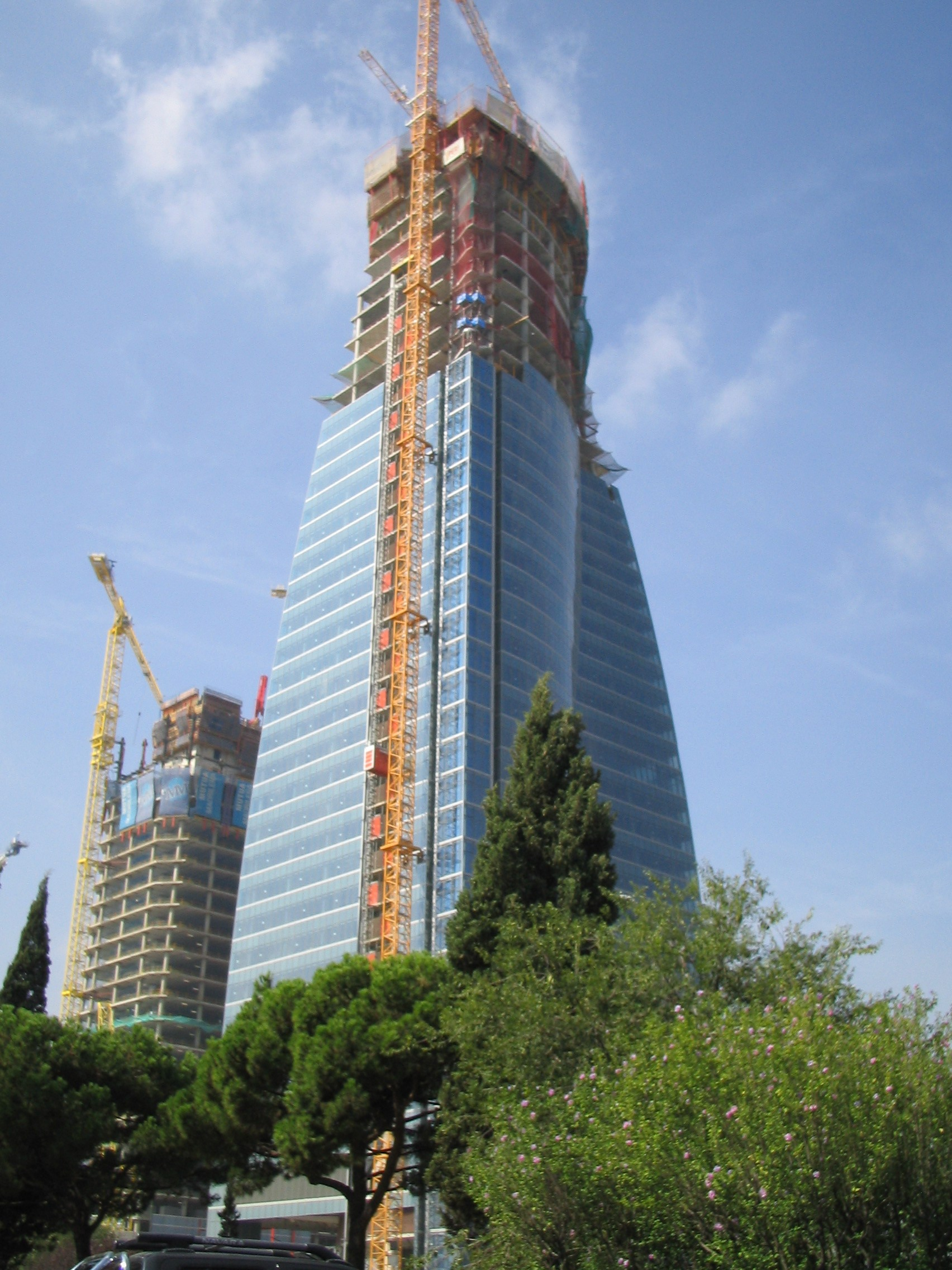
Torre Espacio lúc đang xây dựng
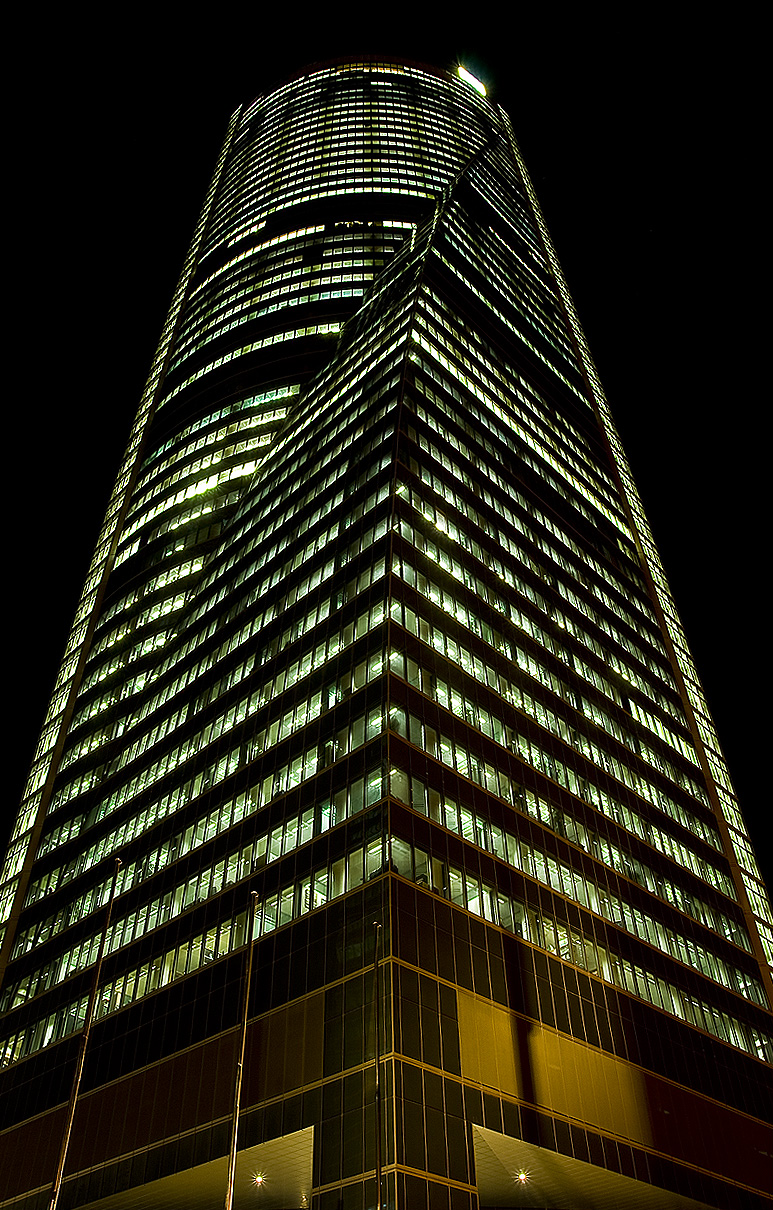
Cảnh đêm của Torre Espacio